# Summer Nights (álbum)
Summer Nights es la reedición ampliada de What is Love?, el quinto lanzamiento de juego extendido del grupo de chicas de Corea del Sur Twice. Fue lanzado el 9 de julio de 2018 por JYP Entertainment.

## Antecedentes
El 7 de junio de 2018, JYP Entertainment confirmó que Twice estaba programada para volver en julio; y que el video musical de la canción del título fue filmado en Japón.
Más tarde ese mes, se anunció oficialmente que Twice lanzaría un álbum especial titulado Summer Nights, una reedición de su quinto juego extendido (EP) What is Love? Tiene nueve canciones, incluidas las seis que se encuentran en el lanzamiento original, además incluyen una melodía titulada "Shot Thru the Heart", escrita por las miembros japonesas de Twice: Momo, Sana y Mina.
El 8 de julio se lanzó un breve video de las tres nuevas canciones. El álbum, junto con el video musical de "Dance the Night Away", se lanzó oficialmente al día siguiente en varios portales de música.

## Lista de canciones
| Digital download |                        |                           | | |          |  |
| N.º              | Título                 | Letras                    | Música | Arreglo | Duración |  |
| 1.               | «Dance the Night Away» | Wheesung (Realslow)       | Anne Judith Stokke Wik · Jonatan Gusmark & Ludvig Evers a.k.a. Moonshine · Moa Anna Carlebecker Forsell a.k.a. Cazzia Opeia · Seung-eun Oh · Andreas Baertels | Jonatan Gusmark & Ludvig Evers a.k.a. Moonshine                                                                          | 3:02     |  |
| 2.               | «Chillax»              | Galactika                 | Lee Woo-min "collapsedone" · Valeria Del Prete | Lee Woo-min "collapsedone"                                                                                               | 3:07     |  |
| 3.               | «Shot Thru the Heart»  | Momo · Sana · Mina        | David Anthony Eames · Sophie White · Amy Richardson · Mayu Wakisaka                                                                                           | David Anthony Eames | 3:26     |  |
| 4.               | «What Is Love?»        | J.Y. Park "The Asiansoul" | J.Y. Park "The Asiansoul" | Lee Woo-min "collapsedone"                                                                                               | 3:28     |  |
| 5.               | «Sweet Talker»         | Jeongyeon · Chaeyoung     | Erik Lidbom · MLC · Julie Yu | Erik Lidbom for Hitfire Production                                                                                       | 3:27     |  |
| 6.               | «Ho!»                  | Jihyo                     | Micky Blue · The Elev3n · Joren Van Der Voort | The Elev3n | 3:09     |  |
| 7.               | «Dejavu»               | Chloe                     | Hayley Aitken · Jan Hallvard Larsen · Eirik Johansen · Anne Judith Stokke Wik · Ronny Vidar Svendsen · Nermin Harambašić                                      | Hayley Aitken · Jan Hallvard Larsen · Eirik Johansen · Anne Judith Stokke Wik · Ronny Vidar Svendsen · Nermin Harambasic | 3:16     |  |
| 8.               | «Say Yes»              | Monotree                  | Monotree | Monotree | 3:02     |  |
| 9.               | «Stuck»                | Galactika                 | Frants · Valeria Del Prete · Sean Alexander | Frants · Avenue 52 | 3:37     |  |
| 29:32            |                        |                           | | |          |  |